# Cornelius Verdonck
Cornelius Verdonck (Turnhout, Flandes, 1564 - Anvers, 1625) fou un madrigalista i gran polifonista flamenc.
Notable polifonista, es conserven com apreciades mostres del seu art diverses cançons franceses, dos llibres de madrigals a 6 veus i un de madrigals a 9 veus, més un Magníficat a 5 veus.
La ciutat d'Anvers li erigí un monument en l'església dels Carmelites.